# Marek Kusto
Marek Andrzej Kusto (Bochnia, 29 aprile 1954) è un allenatore di calcio ed ex calciatore polacco, di ruolo attaccante.

## Palmarès

### Giocatore

#### Competizioni nazionali
- Coppa di Polonia: 2

Legia Varsavia: 1979-1980, 1980-1981
- Campionato belga: 1

Beveren: 1983-1984
- Coppa del Belgio: 1

Beveren: 1982-1983
- Supercoppa del Belgio: 1

Beveren: 1984

#### Competizioni internazionali
- Coppa Piano Karl Rappan: 1

Wisla Cracovia: 1973